# 김원용 (고고학자)
김원용(金元龍, 1922년 8월 24일~1993년 11월 14일)은 대한민국의 고고학자, 미술사학자이다. 호는 삼불(三佛)이며 김원룡으로 불리기도 한다.

## 약력
평안북도 태천군 출신이다. 1945년 경성제국대학교 법문학부 사학과를 졸업하고 신라 도자기에 대한 석사 논문을 작성했다. 이후 뉴욕 대학교에서 박사 학위를 취득하여 귀국했다. 1961년 서울대학교 고고인류학과의 대우부교수가 되었고 1962년 고고인류학과의 교수로 부임했다. 1971년 국립박물관장으로 재직시 무령왕릉 발굴을 총지휘했으며 1987년 8월까지 서울대학교 고고미술사학과의 교수로 활동했다. 1993년 11월 14일 암으로 사망했다.

## 업적
1947년 한국산악회의 독도 학술 조사에 참가하는 등 모두 다섯 차례에 걸쳐 울릉도 고고학적 조사를 실시했다.

## 공헌
김원용의 한국 고고학에 대한 공헌은 아무리 강조해도 지나치지 않다. 그는 한국 선사 및 고대사 전반에 걸쳐 연구를 수행하였으며, "한국 고고학의 아버지"로 불릴 만한 인물이다. 특히 김원용은 1973년에 출간된 그의 대표 저서 〈한국고고학개설〉을 통해 학문적 고고학의 기초를 확립한 인물로 기억된다. 이 영향력 있는 저서는 1973년부터 1996년까지 총 20차례에 걸쳐 재판되었으며, 오늘날까지도 한국 선사 및 고대사를 공부하는 모든 학생들에게 필독서로 여겨지고 있다. 그는 한국어, 영어, 일본어로 수백 편의 논문과 발굴 보고서를 발표하였고, 수많은 고고학자를 양성하였다.
김원용은 한국의 고대 및 선사 문화유산의 중요성을 인식하고, 1958년부터 1992년까지 문화재위원회의 위원으로 활동하였다. 그는 서구 고고학과의 학문적 교류를 적극 지지하였으며, 리처드 J. 피어슨과 같은 학자들과 공동 연구를 수행하기도 했다. 또한 그는 1960년대 초 도입된 신고고학에 대해 비판적인 입장을 견지하였으며, 〈American Antiquity〉지에 여러 편의 비판적 서한을 게재하여 기능주의 및 문화사적 고고학을 옹호하고 기존 이론 진영의 입장을 변호하였다.

## 수상
- 서울시 문화상(1961)
- 3·1문화상
- 홍조근로훈장(1971)
- 학술원 공로상(1981)
- 인촌상(1988)
- 일본 후쿠오카 아세아 문화상(1993)
- 1993년에 자랑스러운 서울대인에 선정.
- 제4회 호암상 예술상(사후인 1994.3.22. 시상)

## 저서
고고학과 미술사학계에 100여 편의 논문을 발표하였고, 다음과 같은 저술을 남겼다.
일반 저서
- 《신라토기의 연구》(1960)
- 《한국미술사》(1968)
- 《한국고고학개설》(1973)
- 《한국문화의 기원》(1977)
- 《한국미의 탐구》(1978)
- 《한국벽화고분》(1979)
- 《한국고미술의 이해》(1981)
- 《한국고고학연보》(1974~87)
- 《신라토기》(1981)
- 《한국고고학연구》(1987)
- 《한국미술사연구》(1987)
- 《신판한국미술사》(1993) 외

보고서
- 《울릉도》(1963)
- 《무령왕릉》(1973)
- 《신창리 옹관묘지》(1963)
- 《풍납리 포함층조사 보고서》(1967)
- 《흔암리 주거지》(1973)
- 《석촌동 발굴조사보고》(1975)

수필집
- 《삼불수상록》(1970)
- 《노학생의 향수》(1978)
- 《하루하루와의 만남》(1985)

유고집
- 《나의 인생 나의 학문》(1996)

## 같이 보기
- 도유호
- 김정배 (역사가)
- 최몽룡
- 심봉근